# Henry Wrigley

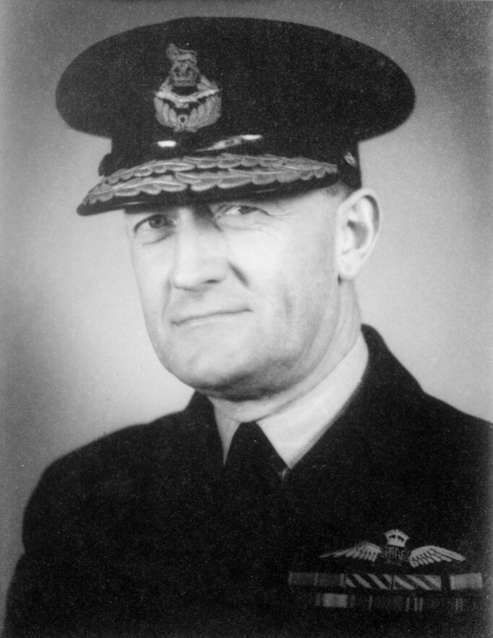
Henry Neilson Wrigley als Air Vice Marshal in London, 25. Oktober 1944

Air Vice Marshal Henry Neilson Wrigley CBE, DFC, AFC, (* 21. April 1892 in Melbourne, Victoria, Australien; † 14. September 1987 ebenda) genannt Wrig, war ein Offizier der Royal Australian Air Force (RAAF). Als Flugpionier und Fluglehrer führte er den ersten Trans-Australien-Flug von Melbourne nach Darwin durch und legte den Grundstein für die Luftmacht-Doktrin der RAAF. Während des Ersten Weltkriegs trat er in das Australian Flying Corps (Australisches Flugkorps) ein und kämpfte mit der No. 3 Squadron (3. Staffel) an der Westfront, wofür er das Distinguished Flying Cross erhielt. Später stieg er zum befehlshabenden Offizier der Staffel auf und veröffentlichte ein Werk über deren Kriegseinsatz. Für seinen Flug durch Australien wurde ihm 1919 das Air Force Cross verliehen.
Wrigley war einer der Mitgründer der RAAF im Jahr 1921 und bekleidete in den folgenden Jahren innerhalb der Teilstreitkraft diverse Stabspositionen. Im Jahr 1936 wurde er zum Group Captain befördert und übernahm das Kommando über die RAAF Station Laverton. Kurz nach Ausbruch des Zweiten Weltkriegs zum Air Commodore befördert wurde er im November 1940 zum Air Member for Personnel (Luftmitglied für Personal) bestellt. Eine seiner Aufgaben bestand dabei in der Organisation der neu aufgestellten Women’s Auxiliary Australian Air Force (Australische Frauenhilfsluftstreitkräfte) und der Auswahl ihrer Direktorin, wofür er 1941 Clare Stevenson auswählte. Im selben Jahr wurde er zum Commander of the Order of the British Empire ernannt. Wrigley diente von September 1942 bis zu seinem Eintritt in den Ruhestand im Juni 1946 als Air Officer Commanding (AOC, Befehlshabender Luftoffizier) des RAAF Overseas Headquarters (Überseehauptquartier der RAAF) in London. Er starb 1987 im Alter von 95 Jahren. Seine Schriften zur Luftmacht wurden gesammelt und 1990 posthum unter dem Titel The Decisive Factor veröffentlicht.

## Frühes Leben und Erster Weltkrieg

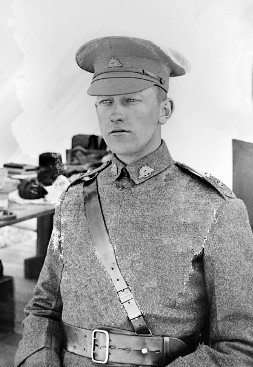
Wrigley als Lieutenant in der Central Flying School, Point Cook, Australien, etwa 1916

Henry Neilson Wrigley wurde am 21. April 1892 in Collingwood, einem Vorort von Melbourne als Sohn von Henry und Beatrice Wrigley geboren. Er besuchte die Richmond Central School und die Melbourne High School, wo er den Australian Army Cadets (Australische Heereskadetten) bei trat. Nach einem Studium an der Universität Melbourne wurde er Lehrer und trat der Miliz bei. Nach Ausbruch des Ersten Weltkriegs trat er am 5. Oktober 1916 in das Australian Flying Corps (AFC) ein. Bevor er am 25. Oktober auf einem Transporter nach Europa einschiffte wurde er kurzfristig an der Central Flying School (Zentrale Flugschule, CFS) in Point Cook vom Flugpionier Eric Harrison ausgebildet.
Nach einer weiterführenden Flugausbildung in England wurde er nach Frankreich versetzt und flog dort mit dem No. 3 Squadron Einsätze, das bis 1918 auch als No. 69 Squadron, Royal Flying Corps bekannt war. Zu den Aufgaben der mit Royal Aircraft Factory R.E.8 ausgerüsteten Staffel gehörten Aufklärung, Artilleriebeobachtung und Luftnahunterstützung. Nach der zwischenzeitlichen Beförderung zum Captain wurde Wrigley am 29. Januar 1919 für das Distinguished Flying Cross vorgeschlagen. Begründet wurde dies durch sein „außergewöhnliches Pflichtbewusstsein“, im Einzelfall mit der Durchführung eines Angriffs gegen deutsche Infanterie am 29. Oktober 1918 trotz intensiven Abwehrfeuers. Am 3. Juni 1919 erfolgte in The London Gazette die Verkündung der Auszeichnung. Später kam Wrigley zu dem Schluss, dass viele Flugzeuge der Kriegszeit sich nicht zum Kämpfen eigneten und viele höhere Offiziere mit dem Start der Flugzeuge und der Ausbildung der Piloten um diese heile landen zu können zu beschäftigt seien um sich tiefergehende Gedanken über Luftmacht zu machen.

## Zwischenkriegszeit

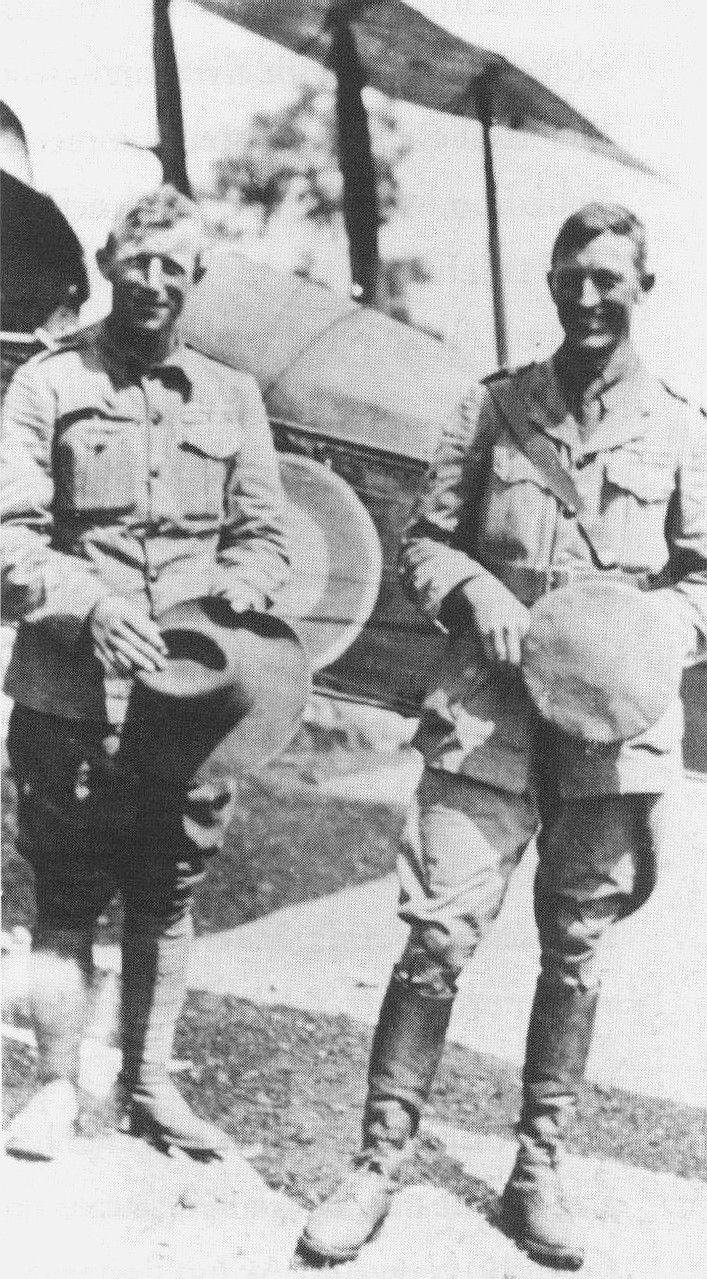
Wrigley (rechts) als Captain mit Arthur Murphy, etwa November/Dezember 1919

Wrigley wurde im Januar 1919 zum befehlshabenden Offizier der No. 3 Squadron und kehrte am 6. Mai nach Australien zurück. Später im Jahr nahm er am ersten Flug quer über den australischen Kontinent von Melbourne nach Darwin teil, der sich zeitlich mit dem ersten Flug vom Vereinigten Königreich nach Australien deckte. Gemeinsam mit seinem Mechaniker und ehemaligen Schulkameraden Arthur William Murphy startete er am 16. November in Point Cook und erreichte nach etwa 4.500 km und 47 Flugstunden am 12. Dezember Port Darwin. Die beiden flogen mit einer einmotorigen Royal Aircraft Factory B.E.2 ohne Funk über häufig unkartiertes Gebiet und machten dabei 17 potentielle Landepisten aus. Wrigley bezeichnete die Wahl Murphys als seinen Begleiter als „glücklich“, das zur Verfügung gestellte Flugzeugmodell sei aber sogar für Ausbildungszwecke veraltet gewesen. Es habe sich aber als stabil und flugtauglich erwiesen. Für ihre Leistung erhielten beide das Air Force Cross des Vereinigten Königreichs, was am 12. Juli 1920 öffentlich gemacht wurde. Das australische Verteidigungsministerium hielt Transaustralienflüge für so gefährlich, dass sie Murphy und Wrigley, während diese sich auf den Rückflug vorbereiteten, ein Telegramm schickten, welches sie aufforderte, das Flugzeug zu demontieren und mit ihm per Schiff zurückzukehren.
Zum 1. Januar 1920 Wrigley in das Australian Air Corps (Australisches Luftkorps, AAC) verlegt. Dieses war eine kurzzeitig aufgestellte Einheit des Heeres, die die Nachfolge des aufgelösten AFC darstellte. Im Folgemonat wurde er als Adjutant an die Central Flying School versetzt. 1921 trat er im Rang eines Flight Lieutenant in die neu gebildete Royal Australian Air Force ein. Der dort als „Wrig“ bekannte Wrigley war damit einer der ersten 21 Offiziere mit denen im März die Teilstreitkraft gegründet wurde. In den folgenden sieben Jahren bekleidete er verschiedene Stabspositionen innerhalb des Hauptquartiers der RAAF in Melbourne, beginnend als Stabsoffizier beim Direktor für Personalwesen und Ausbildung. Am 5. Juli 1922 heiratete er Marjorie Rees, mit der er einen Sohn und eine Tochter bekam. Im selben Monat löste er Flight Lieutenant Frank McNamara als Stabsoffizier Operationen und Aufklärung ab. Zwischen März 1923 und April 1925 diente er als Ausbildungsoffizier und wurde im selben Zeitraum zum Squadron Leader (Staffelführer) befördert, bevor er zum Director of Organisation and Staff Duties (Vorsitzender für Organisation und Stabsdienste) berufen wurde. Im November 1927 nahm er am ersten Versuch eines Non-Stop-Fluges von Sydney nach Melbourne teil. Mit einer Airco D.H.9 von der RAAF Station Richmond startend, legten Wrigley und sein Copilot in sechs Stunden 555 km zurück, bevor sie aufgrund einer defekten Treibstoffleitung zu Reparaturen landen mussten. Sie konnten den Flug am folgenden Tag fortsetzen und Melbourne erreichen.

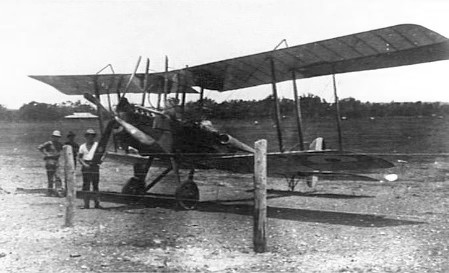
Die von Wrigley bei seinem Trans-Australien-Flug verwendete B.E.2E. auf einem Flugfeld, 1919

Im Jahr 1928 reiste Wrigley nach England um das RAF Staff College, Andover zu besuchen, welches er als einer der ersten Offiziere der RAAF abschloss. Anschließend blieb er in England und diente 1929 als australischer Luftverbindungsoffizier beim Air Ministry. Im Oktober des Jahres trat er mit dem British Air Council (Britischer Luftrat) mit dem Anliegen in Verbindung, das Motto der Royal Air Force, Per ardua ad astra, zukünftig auch für die RAAF verwenden zu dürfen. Im März 1930 erhielt Wrigley in einem Brief informell die Genehmigung hierfür. Bei seiner Rückkehr nach Australien wurde er im Oktober 1930 zum Director of Operations and Intelligence (Vorsitzender für Operationen und Aufklärung) und daran anschließend im Dezember 1931 erneut Director of Organisation and Staff Duties im RAAF-Hauptquartier. Im Dezember 1932 wurde er zum Wing Commander befördert. Im Jahr 1935 veröffentlichte er seine Geschichte der No. 3 Squadron, The Battle Below, welcher maßgeblicher Einfluss auf die offizielle Sichtweise der Luftnahunterstützung nachgesagt wurde. Im Juli 1936 erfolgte seine Beförderung zum Group Captain, bevor er im Oktober des Jahres das Kommando über die RAAF Station Laverton von Group Captain Frank McNamara übernahm. Im Februar 1939 trat er diesen Posten an den ebenfalls im Rang eines Group Captain befindlichen Adrian Cole ab. Ab Mai fungierte er als Cheffachgutachter in einem Untersuchungsausschuss, der drei kürzliche Flugunfälle mit Flugzeugen vom Typ Avro Anson untersuchte. Der im Oktober fertiggestellte Bericht kam dazu, dass die Pilotenausbildung auf den Typ den Vorgaben entsprechend stattgefunden hätte, die Flieger aber mehr praktische Erfahrung benötigten, um mit während des Fluges auftretenden Zwischenfällen besser umgehen zu können. Der Untersuchungsausschuss empfahl dies, da in seinen Augen in mindestens einem der Fälle menschliches Versagen für den Absturz verantwortlich gewesen sei.

## Zweiter Weltkrieg

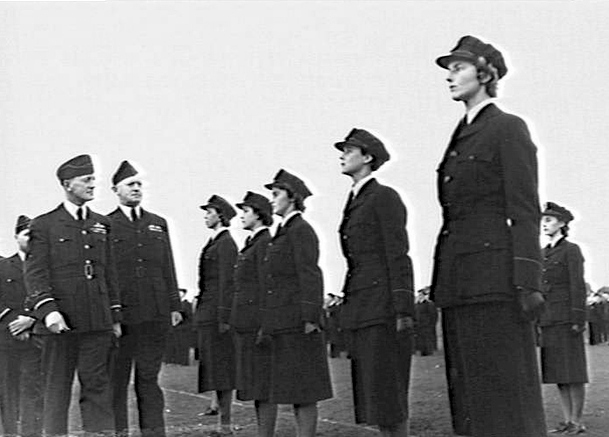
Wrigley (links, vorne) als Air Member for Personnel bei der Abnahme einer Abschlussklasse der Women’s Auxiliary Australian Air Force, 4. Juni 1942

Als Teil der Reorganisation der RAAF nach Ausbruch des Zweiten Weltkriegs erfolgte am 20. November 1939 in Melbourne die Aufstellung der No. 1 Group (1. Geschwader) unter dem Befehl Wrigleys. Aufgabe der No. 1 Group war es, den Betrieb von Flugplätzen und Fliegereinheiten in Victoria, South Australia und Tasmanien zu überwachen und koordinieren. Nach seiner Beförderung zum Air Commodore diente Wrigley 1940 als Air Officer Commanding Southern Area, der Nachfolgeorganisation der No. 1 Group, bevor er im November zum Air Member Personnel berufen wurde. Mit den Neujahrsehrungen 1941 wurde er zum Commander of the Order of the British Empire bestellt. Zu Wrigleys Aufgaben gehörte die Organisation der am 25. März 1941 gegründeten Women’s Auxiliary Australian Air Force (WAAAF), die den ersten uniformierten weiblichen Teil in der Geschichte der australischen Streitkräfte darstellte. Er glaubte daran, dass die Rekrutierung von Frauen für den Wehrdienst erforderlich war um den hohen Bedarf an Bodenpersonal für die Luftstreitkräfte decken zu können. Offiziell sollte die WAAAF seiner Auffassung nach von der RAAF getrennt bleiben, de facto aber eng mit deren Strukturen verzahnt werden. Der Chief of Air Staff Australia (Chef des Luftstabes, CAS) war zu dieser Zeit der britische Air Chief Marshal Charles Burnett, der hoffte seine Tochter Sybil-Jean, die bereits in der britischen Women’s Auxiliary Air Force Erfahrung gesammelt hatte, als für die WAAAF Zuständige durchsetzen zu können. Wrigley konnte dies verhindern, indem er gegenüber Burnett mit dem öffentlichen Ärger darüber argumentierte, den die Ernennung eines Nichtaustraliers zum CAS bereits hervorgerufen hatte und dass die Berufung einer weiteren Nichtaustralierin zur Direktorin der WAAAF diese Empörung weiter steigern würde. Am 21. Mai berief er die Managerin des Textilunternehmens Berlei, Clare Stevenson zur Direktorin, welche die Übergangsdirektorin Mary Bell, Frau eines RAAF-Offiziers, ablöste. Wrigley wählte Stevenson aufgrund ihrer Erfahrung in der Unternehmensführung und da sie für ihn nicht zur „gehobenen Gesellschaft“ gehörte. Bell schlug das Angebot, Vizedirektorin zu werden zunächst aus und verließ die WAAAF nachdem sie von Stevensons Berufung erfahren hatte zunächst. Wrigley überzeugte sie später allerdings, wieder einzutreten. Zwischenzeitlich spielte er eine wichtige Rolle bei der Organisation des im April 1941 gegründeten Air Training Corps (Luftausbildungskorps), das junge Männer im Alter zwischen 16 und 18 Jahren grundlegende Kenntnisse vermittelt, um später bereits vorgebildet in den Dienst der RAAF einzutreten.

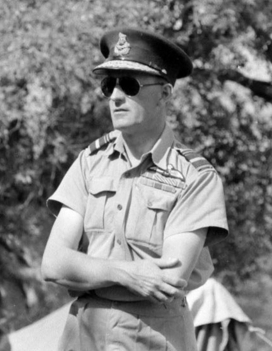
Wrigley besucht als Air Officer Commanding RAAF Overseas Headquarters die No. 450 Squadron in Sizilien, September 1943

Im Mai 1941 wurde Wrigleys Beförderung zum amtierenden Air Vice Marshall verkündet, wodurch er nach Richard Williams und Stanley Goble der dritte Offizier war, der diesen Rang in der RAAF erreichte. Im September 1942 löste er Frank McNamara als AOC des RAAF Overseas Headquarters ab. In der Anfangszeit dieser Kommandoübernahme kam es zu Kompetenzstreitigkeiten mit dem inzwischen im Rang eines Air Marshal befindlichen Williams, wer die Kommandogewalt im Overseas Headquarters ausübte. Williams hatte das Hauptquartier seit seiner Aufstellung im Dezember 1941 mit McNamara als seinem Stellvertreter geführt. Zwischenzeitlich war er als Repräsentant der RAAF nach Washington, D.C. abkommandiert worden, wodurch McNamara das Hauptquartier bis zur Ankunft Wrigleys stellvertreterisch führte. Williams hielt seinem Verständnis nach jedoch auch nach seinem Gang nach Washington weiterhin das Kommando im Vereinigten Königreich. Unterstützung erhielt er vom Luftfahrtminister Arthur Drakeford der Wrigleys Rolle, obwohl dieser zum AOC berufen worden war, als Stellvertreter Williams' in Europa sah. Wrigley schrieb in sein Tagebuch, dass Williams, als er im Oktober 1942 zu einer Konferenz nach London reiste, seinen Einfluss geltend zu machen suchte um selber AOC zu bleiben oder gar zum Air Officer Commanding-in-Chief (Oberbefehlshabender Luftoffizier) befördert zu werden der allen Einheiten der RAAF außerhalb Australiens und der Southwest Pacific Area vorstehe. Williams verließ das Vereinigte Königreich im Januar 1943 wieder, der Streit allerdings wurde erst Mitte des Jahres beigelegt, als sich der CAS George Jones einschaltete und Williams davon überzeugte, dass es ineffizient sei die Hauptquartiere sowohl in London als auch in London in Personalunion zu führen.
Als AOC RAAF Overseas Headquarters gehörte es zu Wrigleys Aufgaben, sich um die Interessen des RAAF-Personals in Europa und im Mittelmeerraum zu kümmern. Weiter unterstützte er die Kommunikation zwischen der australischen Regierung und dem britischen Air Ministry in technischen Fragen und über den Verlauf des Pazifikkriegs und beteiligte sich an den Verhandlungen über Anpassungen des Empire Air Training Scheme (EATS). Er hatte trotz dieser vielfältigen Aufgaben nur geringen Einfluss auf die Stationierung und Beteiligung australischer Mannschaften am Luftkrieg über Europa, da dies, auch wenn es sich um rein australische Staffeln handelte, von der RAF übernommen wurde. Die offizielle australische Kriegsgeschichtsschreibung kam später zu dem Schluss, dass Wrigley und seine Vorgänger lediglich in der Lage gewesen seien, die aus der weiten Verstreuung australischer Truppen entstehenden Fliehkräfte zu begrenzen und die schlimmsten hieraus erwachsenden administrativen Schwierigkeiten zu überbrücken. Seinen beschränkten Möglichkeiten zum Trotz genoss Wrigley in der Truppe eine hohe Beliebtheit, die sich auch durch seinen freundlichen Umgang mit den einfachen Mannschaften erklärte.

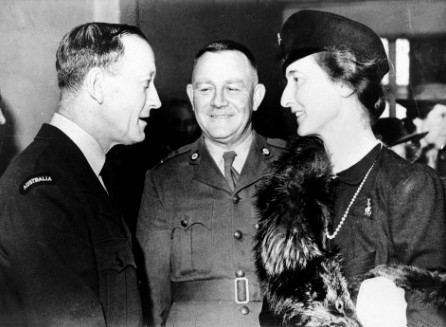
Wrigley (links) mit Brigadier C. F. Langley und Daisy Finola Somers bei der Eröffnung von Somers House, einem Rot-Kreuz-Club für repatriierte Kriegsgefangene, Mai 1945

Im März 1943 unterzeichnete Wrigley nach bereits im Vorjahr begonnenen Verhandlungen eine neue Fassung des EATS-Vertrags, der Australiens „nationalen Ansprüchen“ gerecht werden sollte. Die Neufassung sollte dafür sorgen, dass australisches Flugpersonal außerhalb Australiens in RAAF-Staffeln konzentriert werden konnte um einheitliche Verfahren für Beförderung, Ablösung, Versetzung, Bezahlung und andere Bedingungen schaffen zu können. Die offizielle Geschichtsschreibung bewertet die Neufassung in Bezug auf Australiens Ansprüche kritisch, da operationelle Realitäten viele der beschlossenen Klauseln außer Kraft setzten, wodurch diese nur minimal umgesetzt wurden. Im September machte Wrigley eine Inspektionsreise im Mittelmeerraum, wobei er die No. 459 Squadron (459. Staffel) im Nahen Osten besuchte, bevor er nach Sizilien reiste, wo er intensiv mit dem Bodenpersonal der No. 450 Squadron konferierte, bei dem es zu diversen Beschwerden gekommen war. Dieser Kommunikationstour wurde anschließend ein erheblicher Anteil an der Verbesserung der Truppenstimmung zugesprochen. Das Kriegsende in Europa im Mai 1945 stellte Wrigley und seinen Stab vor die enorme logistische Herausforderung, etwa 13.500 Soldaten der RAAF, die über ganz Großbritannien und im Mittelmeerraum verstreut waren zu sammeln und die meisten nach Australien und an den pazifischen Kriegsschauplatz zu verlegen. Zum 1. September des Jahres waren weniger als 1.000 Soldaten in verschiedenen Einheiten der RAF verblieben, deren Rückführung zog sich allerdings bis in das neue Jahr hinein.

## Ruhestand und Erbe
Wrigley und andere hohe Offiziere, die bereits im Ersten Weltkrieg gedient hatten, wurden 1946 aus der RAAF in den Ruhestand versetzt. Dies ging einerseits mit der Truppenreduzierung der Streitkräfte und andererseits damit einher, dass Platz für jüngere Offiziere in gehobenen Positionen geschaffen werden sollte. Wrigleys ihn enttäuschende Versetzung in den Ruhestand fand am 6. Juni statt. Er fand es schwer, eine zivile Anstellung zu finden da viele Stellen bereits durch andere Veteranen besetzt seien. Nach einem gescheiterten Versuch, mit einem Einzelhandelsgeschäft Fuß zu fassen, verdiente er sich seinen Lebensunterhalt für einige Jahre mit Verwaltungsarbeit. Im Juli 1956 wurde er ehrenhalber in den Rang eines Air Vice Marshal befördert. Im Jahr 1966 wurde er Direktor der Victorian Overseas Foundation und später einer derer Treuhänder. 1969 veröffentlichte er über die Royal Aeronautical Society das Buch Aircraft and Economic Development. The RAAF Contribution. Im März 1971 gehörte er zu einer Gruppe noch lebender Gründungsmitglieder der RAAF die an einem feierlichen Abendessen zu Ehren des 50. Jahrestags der Teilstreitkraft im Hotel Canberra teilnahmen. Nach dem Tod seiner ersten Frau Marjorie heiratete er am 5. Januar 1972 Zenda Edwards. Im Dezember 1979 fanden in Darwin Feierlichkeiten zu Ehren von 60 Jahren Luftverkehr in der Stadt statt, bei denen er einer der Ehrengäste war. Eine Maschine der RAAF flog mit ihm von Point Cook nach Darwin, um an seinen historischen Flug mit Arthur Murphy von 1919 zu erinnern. 1980 verfasste er eine Geschichte der victorianischen Abteilung der United Services Institution. Am 14. September 1987 starb er, inzwischen 95-jährig in Melbourne.
Wrigley war bekannt dafür, sich ständig Notizen zu machen und fertigte umfangreiche Niederschriften über seine Gedanken zu Theorie und Ausführung von Luftkriegsstrategien an, die er besonders in den 1920ern unter seinen Kameraden in der RAAF propagierte. Zu den Thesen, die er am häufigsten verbreitete, gehörten die der Luftüberlegenheit, die Führung einer Luftwaffe als eigenständiger Streitkraft, die Notwendigkeit der Luftüberlegenheit zur Durchführung offensiver Operationen und der Austausch von Luftstreitkräften durch Bodentruppen. Bei seinem Werben für die These der eigenständigen Teilstreitkraft betonte er, dass diese trotzdem eng mit der Marine und den Landstreitkräften unter Beachtung von Regierungsbeschlüssen kooperieren müsse. Aufgrund dieses umfassenden Eintretens für seine Ideen wird er als einer der Begründer der modernen Luftmachtdoktrin der RAAF bezeichnet. Diese Doktrin wurde im Air Power Manual von 1990 niedergeschrieben und festgelegt. Nach seinem Tod vermachte seine Witwe zwanzig Bände mit Notizen, Karten und Fotos dem RAAF Museum in Point Cook. Im Jahr 1990 wurde die editierte Fassung dieses Erbes von Brendan O’Loghlin und Alan Stephens unter dem Titel The Decisive Factor. Air Power Doctrine by Air Vice-Marshal H.N. Wrigley herausgegeben. Im Jahr 1996 wurde das von ihm während seiner Zeit als Befehlshabender Offizier der RAAF Station Laverton bewohnte Haus zu seinen Ehren in Wrigley House umbenannt. Weiter wurde ein Autobahnzubringer zum Darwin International Airport nach ihm als Henry Wrigley Drive benannt. Im März 2010 stiftete der Chief of Air Force Mark Binskin den AVM H.N. Wrigley Prize for Air Power Analysis als Teil der jährlichen CAF Essay Competition.